# Нігума

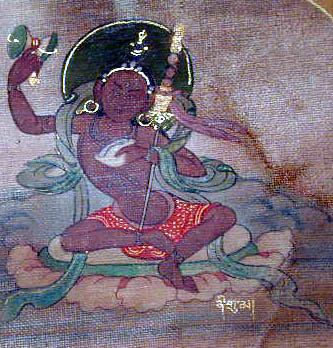
Шанґпа Дакиня Нігума, тхангка(частина), Східний Тибет, 1900

Нігума (ཡེ་ཤེས་མཁའ་འགྲོ་ནི་གུ་མ, вайлі: ye shes mkha' 'gro ni gu ma།; Нігупта) — легендарний вчитель у традиціях тибетського буддизму, дакіні, йогіні X-XI століть.
Вона вважається однією з двох жінок-засновниць буддизму школи Шанґпа Каг'ю, буддизму Ваджраяни, разом з дакинею Сухасіддхі.
Нігума народилася в Кашмірі, в регіоні, який називають Країною великої магії.
Її ім'я при народженні було Шрійнана (або Палгій Єше тибетською).
Як і багато хто з магасіддгів і тантричних практиків того часу, Нігума була відома під кількома іменами, під час життя та після нього. Її називали Йогіні Вімалашрі або Ваджрадхара Нігума, або Джана (мудрість) Дакині Прикрашена Кісткою (прикраси), або Сестра Наропи. Останнє ім'я, з перелічених, непрямо вказує на її нібито стосунки з великим буддистським вчителем та адептом Наропою. Її також іноді називали Нігуптою, що пояснюється історичним буддистським вченим Тараната так: «Ім'я Нігу відповідає індійській мові, де Нігупта, означає „справді таємну“ або „справді приховану“. Насправді це кодова мова дакіні вічного усвідомлення».
Важливість дакині Нігуми як духовного практика, вчителя та засновника ліній збережена та продовжується.

## Життя та історія
Як таємне, або приховане, що випливає з її імені, відомо лише про деякі факти з життя Нігуми. Частково це можливо через справжній брак джерел Індії та Тибету, а також — природи дакині, та ролі жінки у тогочасному суспільстві.
Часто виникає плутанина між біографічними подробицями життя Нігуми, духовними досягненнями, славетними вчителями Ваджраяни, і махасіддхою Наропою. Хоча біографічна інформація про Нігуму є мізерною, але наявна часто пропонує деталі, ідентичні біографії Наропи. Незважаючи на те, що не можна підтвердити історичні подробиці життя Нігуми, залишається корпус її вчення і вплив на заснування буддійської духовної лінії Шангпи Каг'ю, відомої як одна з «Вісім великих колісниць практики»(Wylie:sgrub brgyud shing rta chen po brgyad), що означає одну з восьми великих буддійських духовних традицій, які врешті-решт були передані з Індії в Тибет.
Один автор пропонує таке пояснення:
|  | Невловимість Нігуми типова для знання дакині, саме втілення граничного духовного досвіду. Крім того, труднощі з уточненням історичної інформації цілком можуть бути пов'язані з відсутністю стародавніх джерел з Індії та відсутністю стурбованості такими повсякденними питаннями тибетських майстрів, які стикалися з нею у мріях та видіннях, а може, і особисто. Зрештою, зіткнувшись із палаючим видінням блискучих та грізних темних дакинь, що дарують «приховані» поради, фонова перевірка буде визнана неактуальною. Індійські буддийські агіографії практично невідомі, незалежно від статті — чоловіки чи жінки. У Тибеті, де агіографія сама по собі стала видатним жанром, жінки надзвичайно рідкісні, з усіх звичних причин. Саме в досвіді тих героїв (паво), які зіткнулися з дакинею, хтось знаходить найбільше інформації, і ці переживання викладаються з цінністю духовного сенсу |

Більшість джерел підтверджують, що Нігума народилась в багатій брахманської сім'ї в місті (чи монастирі) Пеме в Кашмірі в X—XI столітті. Її батько мав ім'я Santivarman (тиб. Zhi ba’i go cha), її мати — Shrimati (тиб. dPal gyi blo gros ma). За різними джерелами, Нігума була або сестрою, або консортом Наропи.
Її родинні стосунки з Наропою не зовсім зрозумілі з існуючих джерел. Sarah, наводить деякі докази з висновками, що Нігума справді була старшою сестрою Наропи, а не його дружиною чи консортом.

## Попередні втілення
Нігума вважається еманацією великої дакіні Мандарави, головного індійського учня Гуру Рінпоче.

## Вчителі
Інформації про вчителів Нігуми майже не існує у відомих джерелах.
|  | Єдина конкретна інформація про вчителів Нігуми, яку я маю з моїх джерел, — це її зв'язок із певним Лавапою, згідно з двома розповідями Таранати. Однак Лавапа не згадується в «Історії життя Нігуми», де сказано, що «вона безпосередньо бачила правдиву природу явищ, лише почувши повчальні поради кількох майстрів-адептів». Єдині два майстри, що згадуються у «Історії життя» дакині — Наропа та Ратнаваджра, лише як співмешканці в Кашмірі |

Таким чином, з точки зору духовної лінії, говориться, що духовна реалізація Нігуми походить безпосередньо від Будди Ваджрадхари, а не від будь-яких живих вчителів людей.

### Легенди
Згідно з легендами, завдяки чистій кармі з попередніх життів вона мала бачення Будди Ваджрадхари і отримувала пояснення безпосередньо від нього. За мить вона досягла восьмого рівня бодхісаттви і стала дакинею мудрості. Її учень був засновником буддійської традиції Шанґпа Каг'ю, Кхюнгпо Налдзіор. Практика під назвою «Шість доктрин Нігуми» (першопочатковою вважають «5 Золотих Дхарм Нігуми») походить від Нігуми і разом із Шістьма Наропськими йогами є однією з найважливіших практик Каг'ю.

## Вчення Нігуми та духовні практики

### Огляд
Спадщина вчень і духовних практик Нігуми доступна і сьогодні в рамках традиції Шангпа Каг'ю. До складу корпусу входять пісні та молитви (включаючи молитви прагнення), цикл садхан під назвою «Шість Дхарм Нігума» (див. нижче), практики махамудри, а також унікальні цикли практики садхани для Чакрасамвари, та Хеваджри.

### Приклади пісень та молитов
Як усі ранні індійські Махасіддхи, Нігума відома своїми усними вченнями у формі пісень. Тут є як пісні до Нігуми, так і пісні Нігуми.
Пісня про Нігуму
Коли хтось усвідомлює, що наші численні думки про гнів і бажання,

які перемішують океан Самсари,

позбавлені будь-якої самоприроди,

все стає країною золота, моя дитино.

Коли одна медитація що магія схожа на феномен,

усе є схожим магічні ілюзії,

тоді досягнеш такої магії як буддизм,

[і всіх п’яти шляхів і десяти етапів.]

Це завдяки силі відданості!
Пісня Нігуми про ілюзію
If you practice illusion-like meditation

On illusion-like phenomena,

Illusion-like Buddhahood will arise

Through the power of your devotion.

Пісні жіночих майстрів

перекладено ламою Willa Miller у Товаристві Природної Дхарми
Слова Дакині Нігуми
What throws you down into samsara's deep ocean

Are these thoughts of attachment and anger.

But realize they don't truly exist,

And all is an island of gold!

Vajra Verses of the Self-Liberating Great Seal
Nature of mind,

Wish-fulfilling jewel, to you I bow.

Wishing to attain perfect enlightenment,

Visualize your body clearly as the deity

To purify ordinary thoughts.

Develop a noble intention to help others

And pure devotion to your spiritual master.

Don’t dwell on your spiritual master or the deity.

Don’t bring anything to mind,

Be it real or imagined.

Rest uncontrived in the innate state.

Your own mind, uncontrived, is the body of ultimate enlightenment.

To remain undistracted within this is meditation’s essential point.

Realize the great, boundless, expansive state.

Myriad thoughts of anger and desire

Propel you within the seas of existence.

Take the sharp sword of the unborn state

And cut through them to their lack of intrinsic nature.

When you cut a tree’s root,

Its branches won’t grow

On a bright ocean,

Bubbles emerge then dissolve back into the water.

Likewise, thoughts are nothing but the nature of reality:

Don’t regard them as faults. Relax.

When you have no clinging to what appears, what arises,

It frees itself within its own ground.

Appearances, sound, and phenomena are your own mind.

There are no phenomena apart from mind.

Mind is free from birth, cessation,

And formulation.

Those who know mind’s nature

Enjoy the five senses’ pleasures

But do not stray from the nature of reality.

On an island of gold,

You search in vain for earth and stones.

In the equanimity of the great absolute expanse,

There is no acceptance or rejection,

No states of meditation or postmeditation.

When you actualize that state,

It is spontaneously present,

Fulfilling beings’ hopes

Like a wish-fulfilling jewel.

Persons of the highest, middle, and common levels of capability

Should learn this in stages suitable to their understanding.

### Шість Дхарм Нігуми чи Шість йог Нігуми?
Нігума вивела тантричний цикл садхан, згуртований набір духовних практик, який належним чином називають Лініями Ваджри з Шести Дхарм, іноді також називаються Шістьма йогами Нігуми. Це паралель більш відомим Шістьом йогам Наропи. Тим не менш, і для циклів Нігуми, і для Наропи Ваджраяна садхана, більш точно використовувати термін Шість Дхарм.
"Термін йога (sbyor ba) ніколи не використовується для цього набору тибетських практик, і їх не слід плутати з групою шести практик Калачакри, які називаються йогами"
Шість Дхарм Нігуми класифікуються як етап завершення (rdzogs rim) практики, зосереджені на контролі та вдосконаленні каналів, вітрів та енергій тонкого тіла.
Детальна інформація про цикл садхан викладені Нігума, можна знайти в окремих творах Далай—лами: The Tantric Yogas of Sister Niguma compiled, edited, and translated by Glenn H. Mullin, 1985, Snow Lion Publications.
Додаткову інформацію про Nigh Chosdrug або Шість йог сестри Нігуми можна знайти, наприклад у Шість Тантричних Йог Сестри Нігуми
Цікаве порівняння Шести Дхарм Нігуми та Шести Дхарм Наропи можна знайти у Niguma, Lady of Illusion by Sarah Harding.

## Визначні студенти та передача лінії Нігуми

### Сухасіддхі
Є деякі свідчення того, що велична дакиня і вчитель Ваджраяни Сухасіддхі, можливо, була учнем Нігуми. Інші дані свідчать про те, що вони, можливо, ніколи не зустрічалися, навіть якщо проживали в один період часу. І Нігума, і Сухасіддхі були вчителями Кхюнгпо Налдзіор (Khyungpo Neljor), відтак обом, Нігумі і Сухасіддхі приписують формування лінії Шанґпа Каг'ю з буддизму Ваджраяни.

### Марпа Лоцава
Великий майстер медитації та перекладач Марпа Лоцава щонайменше два рази отримував вчення від Нігуми. Кажуть, що Марпа відвідував Нігуму щоразу, коли їздив до Індії. Джерела стверджують, що він шукав Нігуму за порадою Наропи.
Історія розповідається таким чином, у Життя Марпи (англ. The Life of Marpa):
|  | Наропа сказав: "На березі отруйного озера на Півдні, на чарнель землі Сосадвіпи, — Джнанадакіні Прикрашена кістковим орнаментом. Кожен, хто стикається з нею, звільняється. Ідіть перед нею і попросіть Катухпіту. Ви також можете попрохати кусулу щодо будь-якого навчання.» Приїхавши на територію костелів у Сосадвіпі, Марпа зустрів цю йогиню, яка жила у куполі витканому з трави. Пропонуючи їй золоту мандалу, він прохав її. Вона радісно дала йому повну абхішек-у та усні вказівки щодо Катухпіти |

.
Інше джерело говорить, що перший візит Марпи до Нігуми був запропонований Наропою, а пізніше відвідування Нігуми було запропоновано Shantibhadra. Під час першої зустрічі Марпа отримав повноваження і вказівки щодо Катухпіти. Під час свого другого візиту до Нігуми, він отримав пророцтво про те, що знову зустрінеться з Наропою, хоча Наропа вже помер.

### Кхюнгпо Налдзіор
У Нігуми було багато важливих студентів за життя. Тибетський майстер медитації Кхюнгпо Налдзіор (тиб. khyung po rnal 'byor) виділяється як своїми інтенсивними подорожами шукати вчення і передачі від кваліфікованих майстрів а також для отримання всього корпусу вчень від Нігуми, що стане основою лінії Шанґпи Каг'ю. Кхюнгпо Налдзіор їздив до Непалу та Індії, шукаючи вчення та передачі від різних викладачів, включаючи Нігуму. Деякі з реалізацій та стилю навчання Нігуми можна побачити в описі Кхюнгпо Налдзіора, який вперше зустрічається з Нігумою. Перебуваючи в Індії, навчаючись у різних гуру, Кхюнгпо Налдзіор запитував тих, кого він зустрічав, чи є вчителі, які зустріли Будду Ваджрадхару. Йому сказали, що Нігума зустрічала. Отже, він шукав Нігуму, щоб отримати від неї ще вищі рівні вчення. Він знайшов дакиню Нігуму на сході Індії. Традиційно студент запитує навчання та передачі три рази, перш ніж їх отримати в дарунок. Коли Кхюнгпо Налдзіор вперше попросив передачу, Ніґума відповіла на кодовій мові дакинь: «Я м'ясоїдна дакиня!» Одне джерело говорить, що вона стверджує що є королевою людоїдів. Нарешті, коли Кхюнгпо Налдзіор знову попросив передачі, Нігума вимагала у нього золото. Він мандрував з великою кількістю золота, щоб зробити пропозиції будь-якому вчителю, якого він зустріне. Коли він запропонував золото Нігумі, вона кинула його в повітря, і воно розсипалося по всьому лісу.

Далі,
|  | . . . її свита з Дакинь утворила мандалу, даруючи Кхюнгпо Налдзіор ініціацію Ілюзорного тіла (sgyu lus) та Йоги сну, двох розділів, що складають Нігу Чодрук (ni gu chos drug), або Шість йог Нігуми. Потім Нігума перенесла його до золотої гірської вершини, де вона подарувала усі шість йог, Dorje Tsikang (rdo rje tshig rkang) і Gyuma Lamrim (sgyu ma lam rim) |

Потім Кхюнгпо Налдзіор повернувся до Тибету і створив монастир у Чжанчжун у районі Шан на заході Цангу. Це було його головне місце, і він став відомим як Лама Шан. Незважаючи на те, що він заснував сотні монастирів і мав тисячі студентів, він передав вчення Нігуми лише одному зі своїх учнів Мохоку Рінхен Цондру. Лінію Шанґпи також називають «таємниою лінією», тому що Нігума доручила Кхюнгпо Налдзіору передавати вчення лише одному учневі протягом перших семи поколінь, починаючи з Ваджрадхари та Нігуми. Потім Нігума передала лінію до Кхюнгпо Налдзіор, який передав її Мокчокпі Рінчен Цондру (1110—1170). Після цього родовід Нігуми перейшов до Вонтона Кіергнгпа (або Чокія Сенге, 1143—1216), Санджі Нійтона (або Рігонгпа, 1175—1247/1255?) та Дрогона Санджі Тонпа (1207—1278). У цей момент було відкрито потік лінії, і навчання та практики передавались багатьом іншим.

### Танг Тонг Г'ялпо
Знаменитий архітектор, учений та йог Танг Тонг Г'ялпо (1385—1464 рр. н. е. або 1361—1485 рр. н. е.) був одним із студентів Нігуми, але унікальним чином. Він був інструктований Нігума у видінні, через два-три століття після того, як вона жила. Він добре відомий тим, що є великим буддійським адептом, йогом, лікарем, ковалем, архітектором та новаторським інженером-будівельником. Він вважається перевтіленням Дольпопи Шераба Гільцена і заснував лінію залізного ланцюга (Вайлі: thang lugs) з Шанґпа Каг'ю школи тибетського буддизму, який був заснований Нігумою.